# Cialamella
Die Cialamella, (auch Cialambella und Cialamedda) ist ein traditionelles korsisches Holzblasinstrument aus der Familie der Einfachrohrblattinstrumente, verwandt mit dem Chalumeau. 
Etymologisch leitet sich die Bezeichnung Cialamella von Formen her, die dem italienischen Ciaramella (Schalmei) nahestehen. Doch ist die korsische Cialamella instrumentenkundlich von den Schalmeien zu unterscheiden, deren Ton von einem Doppelrohrblatt erzeugt wird.
Der Ton des Instruments des kleinen Instruments ist durchdringend und entspricht im Klang den Hornpfeifen, zu denen es trotz seines hölzernen Schalltrichters zu rechnen ist. Traditionell wird das Instrument mit Zirkularatmung gespielt.

## Herstellung und Verwendung
Die Cialamella kann aus Buchs-, Feigen- oder Holunderholz hergestellt sein. Das Schallrohr hat einen rechteckigen Querschnitt und eine zylindrische Bohrung, die mithilfe eines glühenden Eisens hergestellt wird. Es gibt unterschiedliche Längen mit traditionell fünf oder sechs Grifflöcher, heute kann auch ein siebtes Loch auf der Rückseite als Daumenloch hinzugefügt werden. Je nach Tonumfang variiert die Länge des Schallrohrs, ist aber kaum länger als 20 cm. 
Die (annähernd quadratischen) Flächen, in die die Grifflöcher gebohrt werden, sind durch kleine Stege getrennt. In das obere Ende des Schallrohrs wird ein idioglottes Rohrblatt gesteckt, am unteren wird ein hölzerner Schalltrichter befestigt (campana). 
Die korsischen Hirten fertigen das Instrument meist auf sehr einfache Weise an, es kann aber auch reich verziert sein. Es diente den Hirten traditionell zum Zeitvertreib und als Signalinstrument bei der sommerlichen Almwirtschaft.